# Landesregierung Purtscher II
Die Landesregierung Purtscher II war die 11. Vorarlberger Landesregierung in der Zweiten Republik, die von 1989 bis 1994 im Amt war. Sie ging aus der Landtagswahl in Vorarlberg 1989 hervor, bei welcher die Österreichische Volkspartei beim ersten Antreten von Martin Purtscher als Spitzenkandidat die absolute Stimmen- und Mandatsmehrheit halten konnte.
Die Regierung bestand unter Führung von Landeshauptmann Martin Purtscher aus sechs ÖVP-Mitgliedern und einem Mitglied der FPÖ. Sie wurde am 24. Oktober 1989 vom XXIV. Vorarlberger Landtag in dessen konstituierender Sitzung gewählt.
Während der Legislaturperiode gab es einige Änderungen in der Zusammensetzung der Landesregierung. Zunächst verließ am 9. Mai 1990 Landesstatthalter Siegfried Gasser die Landesregierung, um sich voll seinem neuen Amt als Bürgermeister der Landeshauptstadt Bregenz zu widmen. Sein Nachfolger als Landesstatthalter wurde der vormalige Landesrat und spätere Landeshauptmann Herbert Sausgruber den seinerseits auf seinem Landesratsposten die spätere Bildungsministerin Elisabeth Gehrer beerbte. Anschließend schied am 12. März 1993 Gesundheits-Landesrat Alfred Mayer aus der Landesregierung aus und wurde auf seinem Posten durch Hans-Peter Bischof ersetzt. Am 6. Oktober 1993 schieden mit dem FPÖ-Landesrat Hans-Dieter Grabher und dem ÖVP-Landesrat Anton Türtscher gleich zwei Mitglieder der Landesregierung aus. Während der Lustenauer Bürgermeister Grabher von seinem Parteikollegen Hubert Gorbach beerbt wurde, ersetzte der Bregenzerwälder Erich Schwärzler den Landwirtschafts-Landesrat Türtscher.

## Regierungsmitglieder
| Amt                                                     | Name                                                 | Partei | Ressorts |
| ------------------------------------------------------- | ---------------------------------------------------- | ------ | --- |
| Landeshauptmann                                         | Martin Purtscher                                     | ÖVP    | Präsidialangelegenheiten, Wissenschaft, Allgemeine Wirtschaftsangelegenheiten, Energiepolitik, Fremdenverkehr, Wirtschaftsrecht                                                                      |
| Landesstatthalter ab 9. Mai 1990                        | Herbert Sausgruber                                   | ÖVP    | Innere Angelegenheiten, Verkehrspolitik und Verkehrsrecht, Wohnbauförderung |
| Landesrat                                               | Hans-Peter Bischof ab 12. März 1993                  | ÖVP    | Soziales, Gesundheitswesen und Sozialversicherung, Landes-Krankenanstalten, Medizinische Angelegenheiten, Sport, Maschinenwesen, Elektrotechnik, Seilbahnen und Aufzugstechnik                       |
| Landesrätin                                             | Elisabeth Gehrer ab 9. Mai 1990                      | ÖVP    | Entwicklungshilfe, Schule, Weiterbildung, Archiv- und Bibliothekswesen, Musikschulen, Landeskonservatorium, Jugendförderung, Familienförderung, Frauenreferat, Gemeindeentwicklung, Energiesparwesen |
| Landesrat                                               | Hubert Gorbach ab 6. Oktober 1993                    | FPÖ    | Raumplanung und Baurecht, Straßenbau, Hochbau, Wasser- und Landwirtschaftsbau |
| Landesrat                                               | Guntram Lins                                         | ÖVP    | Finanzen, Kultur, Gesetzgebung, Vermögensverwaltung, Gebarungskontrolle |
| Landesrat                                               | Erich Schwärzler ab 6. Oktober 1993                  | ÖVP    | Umweltschutz, Landwirtschaftsrecht und Landwirtschaftsförderung, Veterinärangelegenheiten, Forstwesen, Landwirtschaftlicher Wasserbau, Landwirtschaftsbau                                            |
| Vorzeitig ausgeschiedene Mitglieder der Landesregierung |                                                      |        | |
| Landesstatthalter                                       | Siegfried Gasser ausgeschieden am 9. Mai 1990        | ÖVP    | Innere Angelegenheiten, Verkehrspolitik und Verkehrsrecht, Wohnbauförderung |
| Landesrat                                               | Hans-Dieter Grabher ausgeschieden am 6. Oktober 1993 | FPÖ    | Raumplanung und Baurecht, Straßenbau, Hochbau, Wasser- und Landwirtschaftsbau |
| Landesrat                                               | Alfred Mayer ausgeschieden am 12. März 1993          | ÖVP    | Soziales, Gesundheitswesen und Sozialversicherung, Landes-Krankenanstalten, Medizinische Angelegenheiten, Sport, Maschinenwesen, Elektrotechnik, Seilbahnen und Aufzugstechnik                       |
| Landesrat                                               | Anton Türtscher ausgeschieden am 6. Oktober 1993     | ÖVP    | Umweltschutz, Landwirtschaftsrecht und Landwirtschaftsförderung, Veterinärangelegenheiten, Forstwesen, Landwirtschaftlicher Wasserbau, Landwirtschaftsbau                                            |